# Electra (Texas)
Electra ist eine Stadt im Wichita County im US-Bundesstaat Texas in den Vereinigten Staaten. Das U.S. Census Bureau hat bei der Volkszählung 2020 eine Einwohnerzahl von 2.292 ermittelt.

## Geographie
Die Stadt liegt etwa 25 Kilometer nordwestlich von Wichita Falls im Nordwesten des Countys, im Norden von Texas, ist etwa fünf Kilometer von Oklahoma entfernt.

## Demografische Daten
Nach der Volkszählung im Jahr 2000 lebten hier 3.168 Menschen in 1.279 Haushalten und 860 Familien. Die Bevölkerungsdichte betrug 501,3 Einwohner pro km2. Ethnisch betrachtet setzte sich die Bevölkerung zusammen aus 87,66 % weißer Bevölkerung, 4,58 % Afroamerikanern, 1,10 % amerikanischen Ureinwohnern, 0,06 % Asiaten, 0,00 % Bewohnern aus dem pazifischen Inselraum und 4,29 % aus anderen ethnischen Gruppen. Etwa 2,30 % waren gemischter Abstammung und 8,68 % der Bevölkerung waren spanischer oder lateinamerikanischer Abstammung.
Von den 1.279 Haushalten hatten 32,8 % Kinder unter 18 Jahre, die im Haushalt lebten. 51,4 % davon waren verheiratete, zusammenlebende Paare. 12,2 % waren allein erziehende Mütter und 32,7 % waren keine Familien. 30,1 % aller Haushalte waren Singlehaushalte und in 16,4 % lebten Menschen, die 65 Jahre oder älter waren. Die Durchschnittshaushaltsgröße betrug 2,46 und die durchschnittliche Größe einer Familie belief sich auf 3,03 Personen.
27,7 % der Bevölkerung waren unter 18 Jahre alt, 7,9 % von 18 bis 24, 25,7 % von 25 bis 44, 20,8 % von 45 bis 64, und 17,8 % die 65 Jahre oder älter waren. Das Durchschnittsalter war 38 Jahre. Auf 100 weibliche Personen aller Altersgruppen kamen 90,0 männliche Personen. Auf 100 Frauen im Alter von 18 Jahren und darüber kamen 82,1 Männer.

Das jährliche Durchschnittseinkommen eines Haushalts betrug 24.022 USD, das Durchschnittseinkommen einer Familie 30.116 USD. Männer hatten ein Durchschnittseinkommen von 25.610 USD gegenüber den Frauen mit 17.292 USD. Das Prokopfeinkommen betrug 13.213 USD. 20,6 % der Bevölkerung und 17,8 % der Familien lebten unterhalb der Armutsgrenze. Davon waren 24,3 % Kinder und Jugendliche unter 18 Jahren und 15,4 % waren 65 oder älter.